# Championnats d'Afrique de course en ligne de canoë-kayak 2002
Navigation
2001 2003
Les championnats d'Afrique de course en ligne 2002 sont la deuxième édition des championnats d'Afrique de course en ligne de canoë-kayak. Ils ont lieu du 18 juillet 2002 au 21 juillet 2002 au Nagle Dam (en) en Afrique du Sud.

## Médaillés seniors

### Hommes
| Épreuves          | Or                    | Argent               | Bronze               |
| ----------------- | --------------------- | -------------------- | -------------------- |
| K1 200 m          | Hein van Rooyen (RSA) | Ryno Armdorf (RSA)   | Tony Lespoir (SEY)   |
| K1 500 m          | Hein van Rooyen (RSA) | Mohamed Sdouki (TUN) | Ryno Armdorf (RSA)   |
| K1 1 000 m        | Hein van Rooyen (RSA) | Ryno Armdorf (RSA)   | Mohamed Sdouki (TUN) |
| K1 Marathon 11 km | Hein van Rooyen (RSA) | Ryno Armdorf (RSA)   | Mohamed Sdouki (TUN) |

### Femmes
| Épreuves         | Or                 | Argent               | Bronze        |
| ---------------- | ------------------ | -------------------- | ------------- |
| K1 200 m         | Cath Collins (RSA) | Olfa Dachraoui (TUN) | Non attribuée |
| K1 500 m         | Cath Collins (RSA) | Olfa Dachraoui (TUN) | Non attribuée |
| K1 1 000 m       | Cath Collins (RSA) | Olfa Dachraoui (TUN) | Non attribuée |
| K1 Marathon 8 km | Cath Collins (RSA) | Olfa Dachraoui (TUN) | Non attribuée |